# TAPO-Avia
TAPO-Avia is een Oezbeekse luchtvaartmaatschappij met haar thuisbasis in Tasjkent.

## Geschiedenis
TAPO-Avia is opgericht in 1942 als Chkalov Aviation Enterprise. Vanaf 1995 werd de naam Tashkent Aircraft Production Association en werd zo de luchtvaartdivisie van de Tasjkent Vliegtuigproductiemaatschappij vernoemd naar Valeriy Chkalov.
In 1999 werd de maatschappij geprivatiseerd en de huidige naam ingevoerd. In 2006 volgde een reorganisatie door Galaxy Air uit Kirgizië.

## Vloot
De vloot van TAPO-Avia bestaat uit"(mrt.2007)
- 3 Iljoesjin Il-76TD
- 2 Antonov An-12
- 2 Iljoesjin Il-114 (Als testvliegtuig voor het moederbedrijf, wordt niet in reguliere dienstregeling ingezet)